# 김응수 (1567년)
김응수(金應壽, 1567년 ~ ?)는 조선 중기의 문신이다. 본관은 김녕(金寧)이다. 선조를 호위하여 사복시(司僕寺)의 잡직(雜職)에서 문관으로 출세하고, 호종공신 3등에 책봉되었다.

## 생애
임진왜란 당시 선조는 서울을 떠나 파천(播遷)하였다. 황해도 평산에 도착한 선조는 주변을 정비하는 과정에서 하급 잡과직 중 이마(理馬: 정6품 잡직) 김응수와 오치운(吳致雲)만이 남아 자신을 호위하고 있다는 사실을 보고 받은 후 이 두 사람을 문관에 책봉할 것을 명하였다. 이후 김응수는 사복시(司僕寺) 주부(主簿: 종6품), 판관(判官: 종5품), 첨정(僉正: 종4품)을 거치면서 사복시에서 선조를 보필하였다. 이러한 공을 인정받아 1604년 호종공신(扈從功臣) 3등에 책봉되었고, 분성군(盆城君)에 봉해졌다.

## 사당
임진왜란 당시 공훈을 세운 분성군 김응수의 사당인 영모재는 경기도 광명시 노온사동에 위치하고 있으며, 약간 경사진 대지에 맞춰 앞에서부터 삼문, 재실, 사당 세 건물이 세워져 있고, 외곽은 담장이 둘러싸여 있다.
영모재는 정면 3칸, 측면 1칸에 앞뒤로 툇간을 붙였으며, 전면 툇간을 개방한 전형적인 사당으로, 안에는 어칸 뒷벽에 붙여 감실과 탁자를 두고 영정 및 신위를 봉안했다. 이외에도 분성군 김응수 가전 고문서 15점이 향토유적으로 함께 지정되어 있다.

## 가족 관계
- 아버지 : 김구철(金九鐵)